# Pamphil Rabefitia
Pamphile Rabefitia (plus connu sous le nom de Pamphile) est un footballeur malgache jouant au poste d'attaquant et évoluant à l'AS Possession.

## Palmarès

### US Stade Tamponnaise
- Champion de la Réunion en 2006,2007 avec l'US Stade Tamponnaise
- Vainqueur de la Coupe régionale de France en 2006 avec l'US Stade Tamponnaise.

### AS Adéma
- Vainqueur de la Coupe de Madagascar en 2008 avec l'AS Adema